# Єпархія Прузад
Єпархія Прузад (лат.: Dioecesis Prusiensis) — колишня єпархія Константинопольського патріархату і титулярна єпархія Католицької Церкви.

## Історія
Прусіада (Prusias ad Hypium), що ідентифікується з Конуралп (колишній Ускюб) в провінції Дюздже в Туреччині, є стародавнім єпископством римської провінції Оноріада в цивільній єпархії Понт. Вона входила до Константинопольського патріархату і була суфраганною діоцезією Клавдіопольської архієпархії. Місце знаходження задокументовано в Notitiae Episcopatuum патріархату до ХІІ століття.
Є кілька документованих єпископів цього стародавнього єпископського престолу. Георгій брав участь у першому Вселенському соборі, який відбувся в Нікеї в 325 році. Олімпіон втрутився на Халкедонську раду в 451 році. Доміцій брав участь у Константинопольському соборі 680 року. Теофіл був присутній на другому Нікейському соборі 787 року. Павло зазнав мученицької смерті під час іконоборської боротьби і згадується в грецькому менолозі від 7 травня. Костянтин і Лев брали участь відповідно в Константинопольських соборах 869—870 і 879—880 років, які розглядали питання патріарха Фотія. Сфрагістика повернула імена деяких єпископів Прусіади: Георга II, який жив між VII і VIII століттями; Василія, який жив між Х і ХІ століттями; та Миколая, чия печатка датується ХІ ст.
З ХІХ століття Прусіада входить до титульних єпископських престолів Католицької Церкви; місце було вакантним з 15 вересня 1967 року. Останнім єпископом був Хосе Салазар Лопес, єпископ-коад'ютор Самори в Мексиці.

## Хронотаксис

### Грецькі єпископи
- Георг I † (згадується в 325 р.)
- Олімпій † (згадується в 451 р.)
- Доміцій † (згадується в 680 р.)
- Георгій II † (VII — VIII ст.)[5]
- Теофіл † (згадка 787 р.)
- Святий Павло † (ІХ ст.)[6]
- Костянтин † (згадується 869 р.)[7]
- Лев † (згадується 879 р.)[8]
- Базіліо † (Х-ХІ ст.)[9]
- Микола † (ХІ ст.)[1]

### Титулярні єпископи
- Франциско де Акіно Корреа, SDB † (2 квітня 1914 — 26 серпня 1921 р. призначений архієпископом Куяби)
- Уберто Марія Фіодо † (помер 23 грудня 1923 — 3 листопада 1933 р.)
- Родольфо Орлер, MCCI † (11 грудня 1933 — 19 липня 1946 р. помер)
- Поль-П'єр-Марі-Жозеф Піньє † (13 грудня 1947 — 27 березня 1954 р. призначений єпископом Костянтина)
- Хосе Вісенте Тавора † (23 червня 1954 — 20 листопада 1957 р. призначений єпископом Аракажу)
- Бернардіно Піньєра Карвалло † (11 лютого 1958 — 10 грудня 1960 р. призначений єпископом Темуко)
- Хосе Салазар Лопес † (22 травня 1961 — 15 вересня 1967 р. змінив єпископа Самори)